# چیق
چیق، چیغ، چیت یا نی چی پوشش دیواره چادر عشایر ایران است.
چیق از نی که به صورت خودرو در محل زندگی عشایر می‌روید و از موی بز بافته می‌شود و از ورود گرما، سرما، باد، باران و خاک به درون چادر پیشگیری می‌کند.
از آنجا که نی‌ها توخالی هستند عایق حرارتی محسوب می‌شوند. هنگام باران نیز به دلیل بالا رفتن رطوبت هوا نی‌ها منبسط می‌شوند و به هم می‌چسبند؛ به این ترتیب در برابر ورود آب به داخل مقاومت می‌کنند. همچنین، موی بز به دلیل داشتن لایه چربی مانع نفوذ آب می‌شود. هنگام گرما و خشکی هوا نی‌ها منقبض می‌شوند و هوا می‌تواند وارد و خارج شود و تهویه ملایمی در چادر به وجود می‌آید. همچنین، تحقیقات نشان داده‌است که مار و جانوران دیگر نمی‌توانند از موی بز عبور کنند و وارد چادر شوند.
در چیق‌بافی برای تزئین چیق از پشم و کامواهای رنگی استفاده می‌کنند. نقش‌های به کار رفته روی چیق، هندسی و ذهنی است.